# Lyten
Lyten is een Amerikaanse start-up gericht op de ontwikkeling en productie van de lithium-zwavel-accu. Het bedrijf werd in 2015 opgericht door William Wraith III, Dan Cook, Lars Herlitz en Scott Mobley.

## Activiteiten
Lyten is een producent van lithium-zwavel-accu's geschikt voor diverse toepassingen waaronder elektrische voertuigen. Door de lage massadichtheid van de twee belangrijkste grondstoffen, lithium en zwavel, zijn de accu's relatief licht. Verder heeft de accu als voordeel dat er veel minder gebruik wordt gemaakt van schaarse en dure grondstoffen zoals nikkel, kobalt en mangaan die wel noodzakelijk zijn voor traditionele lithium-ion-accu's. Lithium-zwavel-accu's hebben in potentie de dubbele energiedichtheid van lithium-ion-accu's.

## Geschiedenis
In 2015 werd het bedrijf opgericht door William Wraith III, Dan Cook, Lars Herlitz en Scott Mobley.
In mei 2023 maakte Stellantis bekend te investeren in Lyten.
Lyten kondigde de bouw van een grote batterijfabriek in Reno aan in oktober 2024. De fabriek vergt een investering van US$ 1 miljard en eenmaal gereed kan het jaarlijks 10 GWh aan lithium-zwavel-accu's produceren. Naar verwachting zal de fabriek de levering starten in 2027.
In november 2024 verkocht Northvolt het onderdeel Cuberg aan Lyten. Lyten wil de fabriek in San Leandro aanpassen voor de productie van lithium-zwavel-accu's. Na een investering van US$ 20 miljoen moet de fabriek vanaf medio 2025 zo’n 200 MWh op jaarbasis aan batterijcapaciteit produceren.
Op 7 augustus 2025 werd bekend dat Lyten grote delen koopt uit de boedel van Northvolt. Lyten neemt de activiteiten over in Duitsland en Zweden zoals Northvolt Labs, Northvolt Ett, Northvolt Drei en alle kennis op het gebied van de batterijen. Deze fabrieken hebben een bestaande capaciteit om oplaadbare batterijen te produceren met een vermogen van 16 GWh en 15 GWh aan concrete plannen of projecten waaraan wordt gewerkt. Lyton is verder bereid het personeel over te nemen of weer opnieuw aan te nemen. De koopsom is niet bekend gemaakt.